# Not a Dry Eye in the House
Not a Dry Eye in the House – drugi singiel Meat Loafa z albumu Welcome to the Neighborhood (1995). Piosenka została napisana przez Diane Warren.

## Teledysk
Główny bohater (Meat Loaf) znajduje się w teatrze i spogląda na scenę. W trakcie piosenki wspomina dziewczynę swoich marzeń (młoda gwiazdka filmowa), która w różnych momentach życia łamała mu serce.

## Lista utworów
CD (Wlk. Brytania) #1
1. „Not a Dry Eye in the House”
2. „I’d Lie for You (And That’s the Truth)” – wersja koncertowa
3. „Where the Rubber Meets the Road” – wersja koncertowa

CD (Wlk. Brytania) #2
1. „Not a Dry Eye in the House” (Somewhere In Time Edit)
2. „Come Together” – cover zespołu The Beatles
3. „Let It Be” – cover zespołu The Beatles